# Sphenomorphus meyeri
Sphenomorphus meyeri — вид сцинкоподібних ящірок родини сцинкових (Scincidae). Мешкає в Індонезії і Папуа Новій Гвінеї.

## Поширення і екологія
Sphenomorphus meyeri мешкають на Новій Гвінеї та на сусідніх островах Ару і Раджа-Ампат. Вони живуть у вологих рівнинних тропічних лісах, на висоті до 1100 м над рівнем моря.